# Iridopsis humaria
Iridopsis humaria är en fjärilsart som beskrevs av Walker 1860. Iridopsis humaria ingår i släktet Iridopsis och familjen mätare. Inga underarter finns listade i Catalogue of Life.